# Sciacca Inzolia
Sciacca Inzolia è un vino a DOC che può essere prodotto nei comuni di Sciacca e Caltabellotta in provincia di Agrigento.

## Vitigni con cui è consentito produrlo
- Inzolia minimo 85%.
- altri vitigni a bacca bianca, idonei alla coltivazione per la provincia di Agrigento, fino ad un massimo del 15%.

## Caratteristiche organolettiche
- colore: giallo paglierino più o meno intenso;
- profumo: fruttato, intenso, caratteristico;
- sapore: secco, caratteristico, gradevole;

## Produzione
Provincia, stagione, volume in ettolitri